# Angela Daneu Lattanzi
Angela Daneu Lattanzi (Alessandria d'Egitto, 5 ottobre 1901 – Palermo, 24 aprile 1985) è stata una bibliotecaria e pittrice italiana.

## Biografia
Angela Lattanzi, coniugata Daneu, nasce nel 1901 da Elvira Ciangola e Giuseppe Lattanzi, filologo, conoscitore di numerose lingue antiche e moderne, professore di latino e greco al liceo statale per italiani di Alessandria d'Egitto. Seconda di tre figli, vive nella città natale fino alla licenza liceale, per poi tornare in Italia nel 1918 con la madre e la sorella Luigia Augusta (1907-2003), anche lei futura bibliotecaria, impiegata alla Biblioteca Casanatense dal 1937 al 1973; si stabiliscono a Roma. Il fratello primogenito Giovanni, anche lui professore di latino e greco, sposa l'attrice Tina Lattanzi.

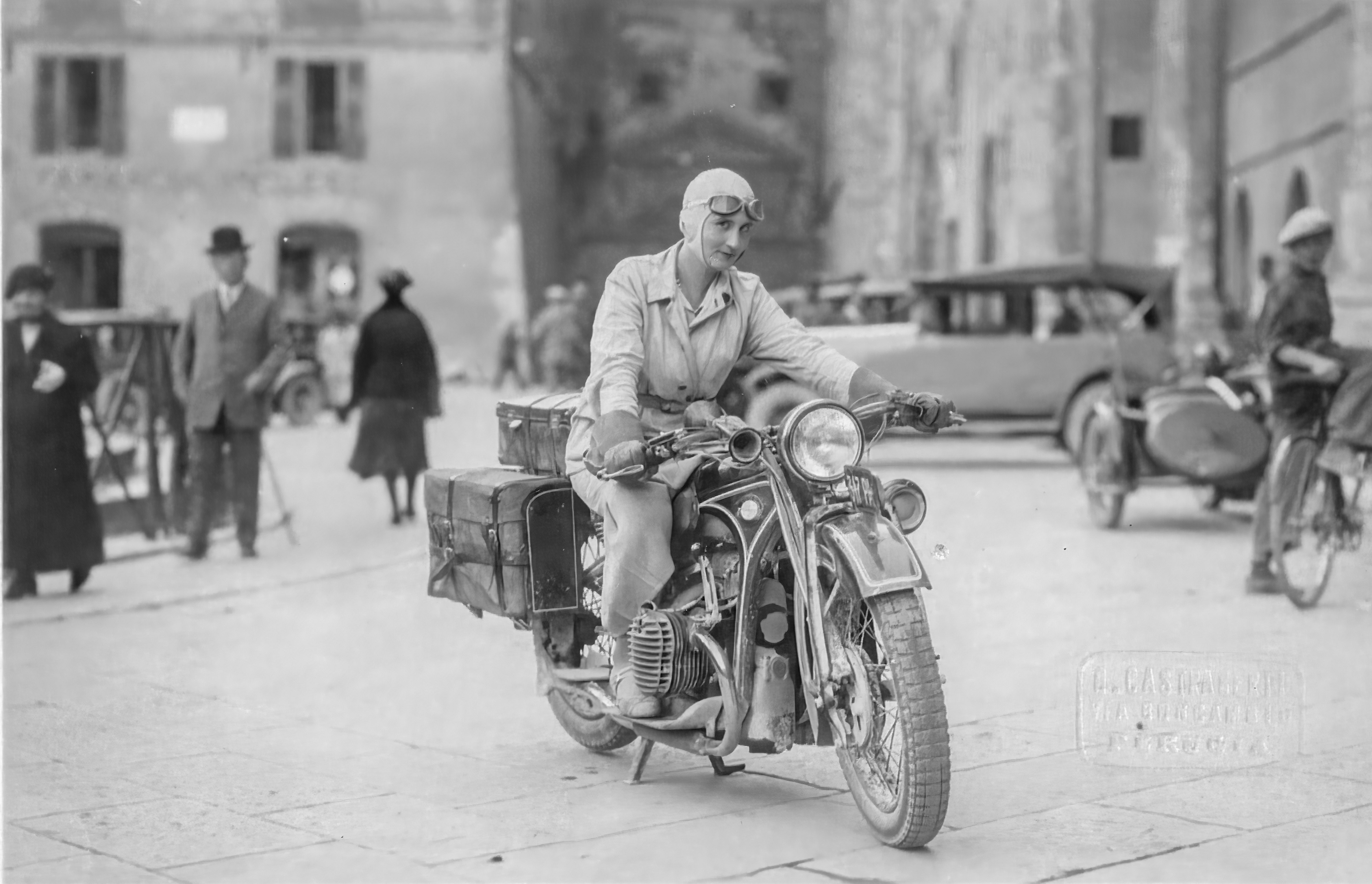
Angela Daneu Lattanzi a Perugia

### Tra Roma e Napoli
A Roma si iscrive alla facoltà di Lettere e Filosofia; i suoi insegnanti sono Adolfo Venturi, Orazio Marucchi e Vincenzo Federici. Studia il tedesco e,
appassionata di musica, frequenta il Conservatorio di Santa Cecilia; si diploma in violoncello nel 1926, e contemporaneamente ottiene la laurea. 
Nel 1924 sposa Emilio Lavagnino, storico dell'arte, soprintendente alle gallerie d'arte medievale e moderna del Lazio; si trasferiscono prima a Palermo poi a Napoli dove nasce la figlia Alessandra Lavagnino, futura scrittrice e insegnante di Parassitologia presso l'Università di Palermo.
 
Nel 1929 rientrano a Roma e Angela inizia a frequentare i corsi di Storia della musica tenuti da Fernando Liuzzi. Qualche anno dopo vince una borsa di studio all'Alexander von Humboldt Stiftung a Berlino, dove ha l'occasione di approfondire gli studi di storia dell'arte e del tedesco.
Nel 1934 vince il concorso di bibliotecario aggiunto e viene destinata alla Biblioteca Casanatense. Il lavoro la pone in stretto contatto con i libri antichi che suscitano in lei un vivissimo interesse, tanto da divenire il suo principale campo di studi per tutta la vita.

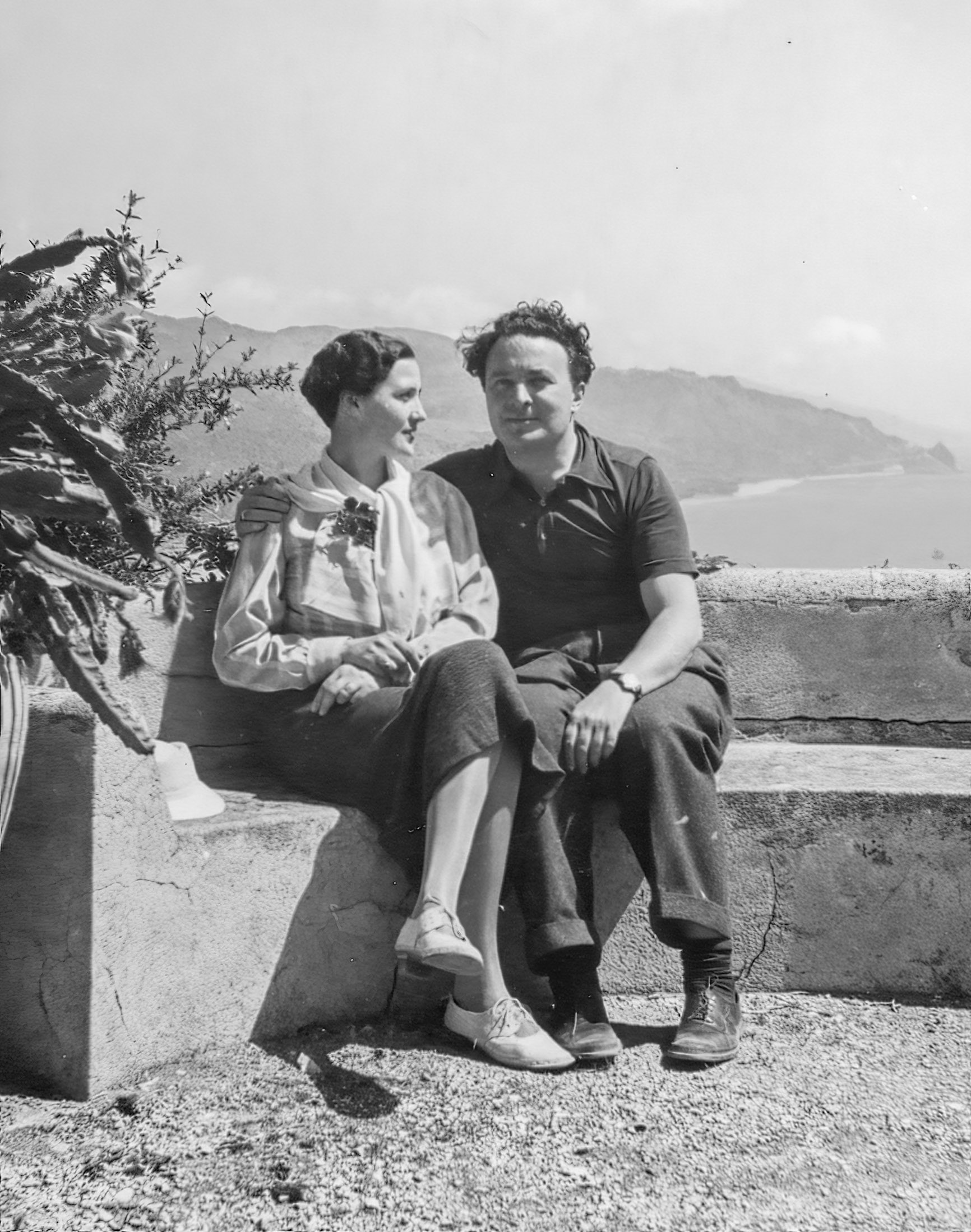
Antonio Daneu e Angela Daneu Lattanzi

### In Sicilia
Nel 1937, dopo l'annullamento del matrimonio con Lavagnino, ottiene il trasferimento alla Biblioteca Nazionale di Palermo e sposa Antonio Daneu (1 novembre 1899-30 gennaio 1959), antiquario, collezionista e critico d'arte di origine triestina. L'anno dopo nasce il secondo figlio, Vincenzo Maria Daneu.
Con l'entrata in guerra dell'Italia, la Lattanzi viene coinvolta nei piani di protezione del materiale raro e di pregio; si prodiga per nasconderlo in ricoveri fuori città: a Polizzi Generosa, al convento di San Martino delle Scale e presso il convento dei Cappuccini di Monreale. Palermo viene devastata dai bombardamenti, la biblioteca, colpita duramente, è costretta a chiudere. La Lattanzi deve sostituire il direttore Alberto Giraldi richiamato alle armi, ma rimane poco tempo in città, si affretta a raggiungere Taormina, dove si trova la sua famiglia sfollata.
Dal 1943 al 1966 è nominata soprintendente alle biblioteche per la Sicilia occidentale e nel 1943-1945 anche reggente della Biblioteca nazionale di Palermo. Ne cura la ricostruzione dopo i danni subiti dalla guerra, impegno che assume anche per le biblioteche del territorio (la biblioteca di Marsala era stata addirittura rasa al suolo). Si dedica allo studio dei manoscritti miniati, suo interesse primario che mai abbandonerà, nonostante il notevole impegno sul territorio. Per studiarli, visita diverse biblioteche (Catania, Messina, Firenze dove studia i manoscritti della Biblioteca Laurenziana, Venezia, Londra e Parigi), e ne scrive in vari articoli poi pubblicati sulla rivista Accademie e biblioteche d'Italia. In veste di soprintendente si occupa con impegno particolare dello sviluppo della biblioteconomia locale e regionale e si dedica all'attività formativa per aspiranti bibliotecari.
Nei primi anni cinquanta si interessa al modello delle biblioteche pubbliche di ispirazione anglosassone, soprattutto per ciò che riguarda i servizi speciali rivolti a particolari categorie di utenti; sperimenta la costituzione di biblioteche ospedaliere in Sicilia, coinvolgendo la croce rossa italiana e il Ministero dell'interno; promuove l'acquisto di due bibliobus per consentire anche ai piccoli centri periferici di accedere al prestito. Una puntuale relazione di tali esperienze, ancora modeste, viene da lei presentata al Congresso internazionale dei bibliotecari a Bruxelles nel 1955.

### Negli Stati Uniti e in Canada
Nel 1956, vincitrice di una borsa di studio, si reca per quattro mesi negli Stati Uniti d'America dove ha modo di vedere da vicino il sistema di public libraries a cui si interessava da tempo. I servizi speciali di lettura per ciechi, per detenuti, per degenti ospedalieri, per imprese commerciali, industriali, hanno come principale obiettivo quello di andare incontro alle esigenze degli utenti e di realizzare il miglior rendimento possibile nelle grandi biblioteche.
Promossa direttore di biblioteca di 1ª classe, nel 1962 inizia una nuova esperienza a Toronto: viene invitata con lo scopo di promuovere la cultura italiana presso la Biblioteca pubblica della città, in particolare presso la Branch Library per italiani, situata in un quartiere popolare. Vi rimane undici mesi durante i quali organizza con successo letture di classici italiani; lei stessa legge il canto primo dell'Inferno di Dante (conosceva a memoria l'intero testo della Divina Commedia). Al ritorno in Italia riprende il suo lavoro di soprintendente.

### La pittrice
Come pittrice è molto apprezzata a Palermo: nel 1963 e nel 1967 viene invitata a mostre in Svezia e a Toronto. Acquerelli e pittura a olio sono le sue tecniche preferite; i temi trattati principalmente sono paesaggi. Alcuni suoi dipinti sono di proprietà della Soprintendenza ai beni culturali e della Galleria d'Arte Moderna di Palermo, altri sono in collezioni private. La riscoperta di Angela Daneu Lattanzi pittrice si è avuta nel 2023 con la mostra allestita allo Steri di Palermo, Angela Daneu Lattanzi. Le sue anime e la ricerca del colore, a cura di Gaetano Bongiovanni, Maria Antonietta Spadaro e Anna Tschinke.

### Gli ultimi anni
Alla fine del 1966 lascia il servizio per raggiunti limiti di età, ma, su incarico del Ministero, continua a studiare i manoscritti miniati conservati negli Stati Uniti e in Canada.
Fra il 1967 e il 1972 insegna storia della miniatura, storia della decorazione del manoscritto e del libro all'Archivio di Stato di Palermo, e bibliografia e biblioteconomia all'Università. Intensifica le attività musicali e si esibisce come solista o in gruppi, sia come pianista sia come violoncellista; si dedica inoltre maggiormente all'attività artistica ed espone in mostre collettive e personali in Europa e in America.
La sua concezione, aperta e moderna della biblioteca pubblica come servizio per tutti i cittadini, arricchita da numerose esperienze svolte sia in Italia sia all'estero e diffusa attraverso incontri, seminari e congressi, ha aiutato tutta la classe bibliotecaria italiana ad entrare in contatto con le esigenze del pubblico reale e potenziale.
La figlia Alessandra Lavagnino (1927-2018) scrittrice, per il romanzo Le bibliotecarie di Alessandria, trae ispirazione dalla vita della madre e della zia Luigia Augusta.

## Incarichi e partecipazioni
- Socia dell'Associazione italiana biblioteche (AIB) dal 1934 fino alla morte
- Soprintendente alle biblioteche per la Sicilia occidentale dal 1943 al 1966
- Vicepresidente, presidente (dal 1951 al 1979) e membro del Consiglio direttivo della Sezione della Sicilia occidentale
- Socia e consigliere della Società internazionale di storia della miniatura
- Fa parte del Comitato per le biblioteche ospedaliere dell'IFLA
- Socia dell'Associazione internazionale delle biblioteche musicali fin dalla sua fondazione
- Redattore musicale del quotidiano La Sicilia del popolo
- Docente di Storia della musica presso il Conservatorio Alessandro Scarlatti di Palermo
- Fondatrice e presidente del Soroptimist Club di Palermo

## Pubblicazioni
(Elenco parziale)
- I Vaticinia pontificum ed un codice monrealese del secolo 13.-14. - Reale Accademia di scienze lettere ed arti	1943
- Manoscritti miniati d'origine inglese alla Biblioteca Nazionale di Palermo, Palermo, Società editrice siciliana, 1946.
- Il codice degli oracoli di Leone della biblioteca nazionale di Palermo	1951
- Inaugurazione dei nuovi locali della Biblioteca Liciniana di Termini Imerese nel suo 150º anno di vita - Soprintendenza Bibliografica della Sicilia Occidentale 1952
- Congresso nazionale di narrativa siciliana: Palermo, 10-13 novembre 1953 - Tip. F.lli De Magistris e C. 1953
- Evangeliario ed epistolario del sec. 12: due gemme della Painiana, 1954.
- Mostra di autografi, manoscritti e stampe musicali siciliane : allestita per la Settimana Siciliana - Tip. f.lli De Magistris & C. successori V. Bellotti 1954
- La painiana: agosto 1954, prefazioni di Guido Tonetti e Andrea Cavadi (seminario arcivescovile di Messina), Messina, Tip. La Sicilia, 1954.
- Due sconosciuti manoscritti di epoca normanna - Scuola Tip. Boccone del Povero	1955
- Mostra storico-bibliografica di Sciacca : catalogo illustrato con monografie, documenti e regesti - De Magistris 1955
- Il Liber celestis revelationum di santa Brigida in un codice campano della seconda metà del secolo 14. - De Magistris e C. Successori V. Bellotti e F. 1955
- Una Bibbia prossima alla Bibbia di Manfredi, Palermo, Tip. F.lli Magistris e C. Successori V. Bellotti e F., 1955.
- Biblioteche americane, Roma, Palombi, 1958.
- Mostra storico-bibliografica di Caccamo: allestita in occasione dell'inaugurazione della Biblioteca comunale popolare nella nuova sede - Assessorato regionale pubblica istruzione	Mostra storico-bibliografica di Caccamo 1958
- I manoscritti ed incunaboli miniati della Sicilia Roma, Istituto poligrafico dello Stato; [poi] Palermo: Accademia di scienze lettere e arti, 1965.
- 1: Biblioteca nazionale di Palermo, Roma, Istituto poligrafico dello Stato, 1965.
- Petrus de Ebulo e Angela Daneu Lattanzi, Nomina et virtutes balneorum seu De balneis Puteolorum et Baiarum: Codice Angelico 1474, Roma, Ist. poligrafico dello Stato, 1962.
- Lineamenti di storia della miniatura in Sicilia Angela Daneu Lattanzi, Firenze, Olschki, 1966, ISBN 9788822215918.
- Linea di Apelle e altre eredita trasmesse dalla tecnica pittorica ellenistica all'arte bizantina e occidentale medievale: osservazioni ed ipotesi, Palermo, 1979.